# Lairton e seus Teclados
Lairton Paulino da Silva (Alto alegre do Pindaré,14 de julho de 1972), mais conhecido pelo nome artístico de Lairton e seus Teclados ou Lairton dos Teclados, é um cantor de música de seresta e político brasileiro.

## Carreira
Lairton ficou famoso, em 1999, por seu single "Morango do Nordeste", composta pelos pernambucanos Walter de Afogados e Fernando Alves em 1987, que foi sucesso primeiramente no Nordeste e depois em todo o Brasil. Com o sucesso do single, seu álbum de estreia vendeu mais de 350 mil cópias. Em 2000, a música foi regravada (também com sucesso) pelo grupo de pagode Karametade, depois por Frank Aguiar.
Em 2018, foi candidato a deputado federal no Maranhão pelo partido Solidariedade.